# Campeonato Paraense de Futebol de 2002
O Campeonato Paraense de Futebol de 2002 teve o Paysandu como campeão. Teve início no dia 24 de março de 2002 e término no dia 16 de Junho de 2002.

## Classificação

### 1ª fase (Taça ACLEP)
| Taça ACLEP de 2002           |
| Belém                        |
| ---------------------------- |
| Pedreira Campeão (1º título) |

### 2ª fase

#### Participantes
| Equipe          | Cidade     | Em 2001              | Estádio            | Capacidade | Títulos (mais recente) | Part. |
| --------------- | ---------- | -------------------- | ------------------ | ---------- | ---------------------- | ----- |
| Ananindeua      | Ananindeua | 2º (Segunda Divisão) | Souza              | 5.000      | 0 (não possui)         | 3     |
| Castanhal       | Castanhal  | 9º (Fase Principal)  | Modelão            | 7.500      | 0 (não possui)         | 8     |
| Paysandu        | Belém      | 1º (Fase Principal)  | Curuzu             | 16.200     | 39 (2001)              | 86    |
| Pedreira        | Belém      | 5º (Fase Principal)  | Baenão             | 12.000     | 0 (não possui)         | 4     |
| Remo            | Belém      | 2º (Fase Principal)  | Baenão             | 12.000     | 38 (1999)              | 86    |
| São Raimundo-PA | Santarém   | 8º (Fase Principal)  | Colosso do Tapajós | 16.000     | 0 (não possui)         | 5     |
| Tiradentes-PA   | Belém      | 3º (Fase Principal)  | Souza              | 5.000      | 0 (não possui)         | 27    |
| Tuna Luso       | Belém      | 4º (Fase Principal)  | Souza              | 5.000      | 10 (1988)              | 68    |

### Semifinais
Jogos de Ida
| 5 de junho | Tuna Luso | 1 – 0 | Remo | Estádio Mangueirão, Belém |
| 21:00      | Theo      |       |      |                           |

| 6 de junho | Paysandu                                          | 6 – 1 | Ananindeua | Estádio Mangueirão, Belém |
| 21:00      | Zé Augusto · Valdomiro · Marcos · Sérgio · Vélber |       | Cléberton  |                           |

Jogos de Volta
| 8 de junho | Remo          | 1 – 1 | Tuna Luso | Estádio Mangueirão, Belém |
| 17:00      | Carlos Válber |       | Joaci     |                           |

| 9 de junho | Ananindeua | 0 – 1 | Paysandu  | Estádio Mangueirão, Belém |
| 17:00      |            |       | Valdomiro |                           |

### Final
Jogo de Ida
| 12 de junho | Tuna Luso | 1 – 3 | Paysandu                               | Estádio Mangueirão, Belém |
| 20:30       | Theo      |       | Valdomiro · (contra) Biro · Albertinho |                           |

Jogo de Volta
| 16 de junho | Paysandu                                          | 3 – 0 | Tuna Luso | Estádio Mangueirão, Belém    |
| 16:00       | Valdomiro 2' · Sandro Goiano 20' · Albertinho 87' |       |           | Árbitro: José Gilberto Abreu |

### Premiação
| Campeonato Paraense de 2002                 |
| Belém                                       |
| ------------------------------------------- |
| PAYSANDU SPORT CLUB Tricampeão (40º título) |

### Classificação Geral
- o Paysandu não ganhou vaga para a Copa do Brasil de 2003 pelo motivo de estar classificado para a Taça Libertadores 2003, não sendo possível participar das duas competições na mesma temporada.